# 福岡捷二
福岡 捷二（ふくおか しょうじ、1942年 - ）は、日本の工学者。東京工業大学土木工学科助教授や、建設省土木研究所河川研究室長、広島大学建築系教授を経て、広島大学名誉教授、中央大学教授。元国土交通省社会資本整備審議会会長。土木学会功績賞、日本河川協会河川功労賞受賞等受賞。

## 人物・経歴
1964年北海道大学工学部土木工学科卒業。1966年北海道大学大学院工学研究科土木工学科専攻修士課程修了。1971年アイオワ大学大学院博士課程修了、Ph.D.取得。同年論文"Characteristics of open-channel flow with sediment"により東京工業大学工学博士取得。
東京工業大学理工学部土木工学科助手、東京工業大学工学部土木工学科助教授、建設省土木研究所河川部河川研究室長等を経て、1994年広島大学工学部建設系地域環境工学講座教授。2004年中央大学研究開発機構機構教授。2005年広島大学名誉教授。2008年中央大学理工学部特任教授、政策研究大学院大学客員教授。
2010年国土交通省社会資本整備審議会会長兼同審議会河川分科会長兼同審議会計画部会長兼水管理・国土保全局河川技術評価委員会委員長。2012年国土交通省社会資本整備審議会河川分科会安全を持続的に確保するための今後の河川管理のあり方検討小委員会委員長兼務。2014年国土交通省社会資本整備審議会河川分科会気候変動に適応した治水対策検討小委員会委員長兼務。2020年国土交通省リニア中央新幹線静岡工区有識者会議座長。
この間、土木学会論文賞等を受賞し、著書『洪水の水理と河道の設計法 治水と環境の調和した川づくり』では土木学会出版文化賞を受賞した。2013年土木学会功績賞及び同学会研究業績賞受賞。2015年日本河川協会河川功労賞受賞。

## 著書
- 『洪水の水理と河道の設計法―治水と環境の調和した川づくり』森北出版 2005年